# Actrices récompensées aux Oscars du cinéma
Cet article propose la liste d'actrices récompensées aux Oscars du cinéma d'un prix d'interprétation.
Elle comprend les actrices ayant remporté au moins une fois, l'une des deux catégories suivantes :
- Oscar de la meilleure actrice dans un second rôle ;
- Oscar de la meilleure actrice.

## Détails
| Année           | Cérémonie        | Second rôle féminin  | Second rôle féminin                    | Premier rôle féminin    | Premier rôle féminin                              |
| --------------- | ---------------- | -------------------- | -------------------------------------- | ----------------------- | ------------------------------------------------- |
| 1929            | 1re cérémonie    | N'existe pas         | N'existe pas                           | Janet Gaynor            | L'Heure suprême, L'Ange de la rue & L'Aurore      |
| 1930 (avril)    | 2e cérémonie     | N'existe pas         | N'existe pas                           | Mary Pickford           | Coquette                                          |
| 1930 (novembre) | 3e cérémonie     | N'existe pas         | N'existe pas                           | Norma Shearer           | La Divorcée                                       |
| 1931            | 4e cérémonie     | N'existe pas         | N'existe pas                           | Marie Dressler          | Min and Bill                                      |
| 1932            | 5e cérémonie     | N'existe pas         | N'existe pas                           | Helen Hayes             | La Faute de Madelon Claudet                       |
| 1933            | pas de cérémonie | pas de cérémonie     | pas de cérémonie                       | pas de cérémonie        | pas de cérémonie                                  |
| 1934            | 6e cérémonie     | N'existe pas         | N'existe pas                           | Katharine Hepburn (1)   | Gloire éphémère                                   |
| 1935            | 7e cérémonie     | N'existe pas         | N'existe pas                           | Claudette Colbert       | New York-Miami                                    |
| 1936            | 8e cérémonie     | N'existe pas         | N'existe pas                           | Bette Davis (1)         | L'Intruse                                         |
| 1937            | 9e cérémonie     | Gale Sondergaard     | Anthony Adverse                        | Luise Rainer (1)        | Le Grand Ziegfeld                                 |
| 1938            | 10e cérémonie    | Alice Brady          | L'Incendie de Chicago                  | Luise Rainer (2)        | Visages d'Orient                                  |
| 1939            | 11e cérémonie    | Fay Bainter          | L'Insoumise                            | Bette Davis (2)         | L'Insoumise                                       |
| 1940            | 12e cérémonie    | Hattie McDaniel      | Autant en emporte le vent              | Vivien Leigh (1)        | Autant en emporte le vent                         |
| 1941            | 13e cérémonie    | Jane Darwell         | Les Raisins de la colère               | Ginger Rogers           | Kitty Foyle                                       |
| 1942            | 14e cérémonie    | Mary Astor           | Le Grand Mensonge                      | Joan Fontaine           | Soupçons                                          |
| 1943            | 15e cérémonie    | Teresa Wright        | Madame Miniver                         | Greer Garson            | Madame Miniver                                    |
| 1944            | 16e cérémonie    | Katína Paxinoú       | Pour qui sonne le glas                 | Jennifer Jones          | Le Chant de Bernadette                            |
| 1945            | 17e cérémonie    | Ethel Barrymore      | Rien qu'un cœur solitaire              | Ingrid Bergman (1)      | Hantise                                           |
| 1946            | 18e cérémonie    | Anne Revere          | Le Grand National                      | Joan Crawford           | Le Roman de Mildred Pierce                        |
| 1947            | 19e cérémonie    | Anne Baxter          | Le Fil du rasoir                       | Olivia de Havilland (1) | À chacun son destin                               |
| 1948            | 20e cérémonie    | Celeste Holm         | Le Mur invisible                       | Loretta Young           | Ma femme est un grand homme                       |
| 1949            | 21e cérémonie    | Claire Trevor        | Key Largo                              | Jane Wyman              | Johnny Belinda                                    |
| 1950            | 22e cérémonie    | Mercedes McCambridge | Les Fous du roi                        | Olivia de Havilland (2) | L'Héritière                                       |
| 1951            | 23e cérémonie    | Josephine Hull       | Harvey                                 | Judy Holliday           | Comment l'esprit vient aux femmes                 |
| 1952            | 24e cérémonie    | Kim Hunter           | Un tramway nommé Désir                 | Vivien Leigh (2)        | Un tramway nommé Désir                            |
| 1953            | 25e cérémonie    | Gloria Grahame       | Les Ensorcelés                         | Shirley Booth           | Reviens petite Sheba                              |
| 1954            | 26e cérémonie    | Donna Reed           | Tant qu'il y aura des hommes           | Audrey Hepburn          | Vacances romaines                                 |
| 1955            | 27e cérémonie    | Eva Marie Saint      | Sur les quais                          | Grace Kelly             | Une fille de la province                          |
| 1956            | 28e cérémonie    | Jo Van Fleet         | À l'est d'Éden                         | Anna Magnani            | La Rose tatouée                                   |
| 1957            | 29e cérémonie    | Dorothy Malone       | Écrit sur du vent                      | Ingrid Bergman (2)      | Anastasia                                         |
| 1958            | 30e cérémonie    | Miyoshi Umeki        | Sayonara                               | Joanne Woodward         | Les Trois Visages d'Ève                           |
| 1959            | 31e cérémonie    | Wendy Hiller         | Tables séparées                        | Susan Hayward           | Je veux vivre !                                   |
| 1960            | 32e cérémonie    | Shelley Winters (1)  | Le Journal d'Anne Frank                | Simone Signoret         | Les Chemins de la haute ville                     |
| 1961            | 33e cérémonie    | Shirley Jones        | Elmer Gantry le charlatan              | Elizabeth Taylor (1)    | La Vénus au vison                                 |
| 1962            | 34e cérémonie    | Rita Moreno          | West Side Story                        | Sophia Loren            | La ciociara                                       |
| 1963            | 35e cérémonie    | Patty Duke           | Miracle en Alabama                     | Anne Bancroft           | Miracle en Alabama                                |
| 1964            | 36e cérémonie    | Margaret Rutherford  | Hôtel international                    | Patricia Neal           | Le Plus Sauvage d'entre tous                      |
| 1965            | 37e cérémonie    | Lila Kedrova         | Zorba le Grec                          | Julie Andrews           | Mary Poppins                                      |
| 1966            | 38e cérémonie    | Shelley Winters (2)  | Un coin de ciel bleu                   | Julie Christie          | Darling chérie                                    |
| 1967            | 39e cérémonie    | Sandy Dennis         | Qui a peur de Virginia Woolf ?         | Elizabeth Taylor (2)    | Qui a peur de Virginia Woolf ?                    |
| 1968            | 40e cérémonie    | Estelle Parsons      | Bonnie et Clyde                        | Katharine Hepburn (2)   | Devine qui vient dîner...                         |
| 1969            | 41e cérémonie    | Ruth Gordon          | Rosemary's Baby                        | Katharine Hepburn (3)   | Le Lion en hiver                                  |
| 1969            | 41e cérémonie    | Ruth Gordon          | Rosemary's Baby                        | Barbra Streisand        | Funny Girl                                        |
| 1970            | 42e cérémonie    | Goldie Hawn          | Fleur de Cactus                        | Maggie Smith            | Les Belles Années de miss Brodie                  |
| 1971            | 43e cérémonie    | Helen Hayes          | Airport                                | Glenda Jackson (1)      | Love                                              |
| 1972            | 44e cérémonie    | Cloris Leachman      | La Dernière Séance                     | Jane Fonda (1)          | Klute                                             |
| 1973            | 45e cérémonie    | Eileen Heckart       | Libres sont les papillons              | Liza Minnelli           | Cabaret                                           |
| 1974            | 46e cérémonie    | Tatum O'Neal         | La Barbe à papa                        | Glenda Jackson (2)      | Une maîtresse dans les bras, une femme sur le dos |
| 1975            | 47e cérémonie    | Ingrid Bergman       | Le Crime de l'Orient-Express           | Ellen Burstyn           | Alice n'est plus ici                              |
| 1976            | 48e cérémonie    | Lee Grant            | Shampoo                                | Louise Fletcher         | Vol au-dessus d'un nid de coucou                  |
| 1977            | 49e cérémonie    | Beatrice Straight    | Network : Main basse sur la télévision | Faye Dunaway            | Network : Main basse sur la télévision            |
| 1978            | 50e cérémonie    | Vanessa Redgrave     | Julia                                  | Diane Keaton            | Annie Hall                                        |
| 1979            | 51e cérémonie    | Maggie Smith         | California Hôtel                       | Jane Fonda (2)          | Retour                                            |
| 1980            | 52e cérémonie    | Meryl Streep         | Kramer contre Kramer                   | Sally Field (1)         | Norma Rae                                         |
| 1981            | 53e cérémonie    | Mary Steenburgen     | Melvin and Howard                      | Sissy Spacek            | Nashville Lady                                    |
| 1982            | 54e cérémonie    | Maureen Stapleton    | Reds                                   | Katharine Hepburn (4)   | La Maison du lac                                  |
| 1983            | 55e cérémonie    | Jessica Lange        | Tootsie                                | Meryl Streep (1)        | Le Choix de Sophie                                |
| 1984            | 56e cérémonie    | Linda Hunt           | L'Année de tous les dangers            | Shirley MacLaine        | Tendres Passions                                  |
| 1985            | 57e cérémonie    | Peggy Ashcroft       | La Route des Indes                     | Sally Field (2)         | Les Saisons du cœur                               |
| 1986            | 58e cérémonie    | Anjelica Huston      | L'Honneur des Prizzi                   | Geraldine Page          | Mémoires du Texas                                 |
| 1987            | 59e cérémonie    | Dianne Wiest (1)     | Hannah et ses sœurs                    | Marlee Matlin           | Les Enfants du silence                            |
| 1988            | 60e cérémonie    | Olympia Dukakis      | Éclair de lune                         | Cher                    | Éclair de lune                                    |
| 1989            | 61e cérémonie    | Geena Davis          | Voyageur malgré lui                    | Jodie Foster (1)        | Les Accusés                                       |
| 1990            | 62e cérémonie    | Brenda Fricker       | My Left Foot                           | Jessica Tandy           | Miss Daisy et son chauffeur                       |
| 1991            | 63e cérémonie    | Whoopi Goldberg      | Ghost                                  | Kathy Bates             | Misery                                            |
| 1992            | 64e cérémonie    | Mercedes Ruehl       | The Fisher King : Le Roi pêcheur       | Jodie Foster (2)        | Le Silence des agneaux                            |
| 1993            | 65e cérémonie    | Marisa Tomei         | Mon cousin Vinny                       | Emma Thompson           | Retour à Howards End                              |
| 1994            | 66e cérémonie    | Anna Paquin          | La Leçon de piano                      | Holly Hunter            | La Leçon de piano                                 |
| 1995            | 67e cérémonie    | Dianne Wiest (2)     | Coups de feu sur Broadway              | Jessica Lange           | Blue Sky                                          |
| 1996            | 68e cérémonie    | Mira Sorvino         | Maudite Aphrodite                      | Susan Sarandon          | La Dernière Marche                                |
| 1997            | 69e cérémonie    | Juliette Binoche     | Le Patient anglais                     | Frances McDormand (1)   | Fargo                                             |
| 1998            | 70e cérémonie    | Kim Basinger         | L.A. Confidential                      | Helen Hunt              | Pour le pire et pour le meilleur                  |
| 1999            | 71e cérémonie    | Judi Dench           | Shakespeare in Love                    | Gwyneth Paltrow         | Shakespeare in Love                               |
| 2000            | 72e cérémonie    | Angelina Jolie       | Une vie volée                          | Hilary Swank (1)        | Boys Don't Cry                                    |
| 2001            | 73e cérémonie    | Marcia Gay Harden    | Pollock                                | Julia Roberts           | Erin Brockovich, seule contre tous                |
| 2002            | 74e cérémonie    | Jennifer Connelly    | Un homme d'exception                   | Halle Berry             | À l'ombre de la haine                             |
| 2003            | 75e cérémonie    | Catherine Zeta-Jones | Chicago                                | Nicole Kidman           | The Hours                                         |
| 2004            | 76e cérémonie    | Renée Zellweger      | Retour à Cold Mountain                 | Charlize Theron         | Monster                                           |
| 2005            | 77e cérémonie    | Cate Blanchett       | Aviator                                | Hilary Swank (2)        | Million Dollar Baby                               |
| 2006            | 78e cérémonie    | Rachel Weisz         | The Constant Gardener                  | Reese Witherspoon       | Walk the Line                                     |
| 2007            | 79e cérémonie    | Jennifer Hudson      | Dreamgirls                             | Helen Mirren            | The Queen                                         |
| 2008            | 80e cérémonie    | Tilda Swinton        | Michael Clayton                        | Marion Cotillard        | La Môme                                           |
| 2009            | 81e cérémonie    | Penélope Cruz        | Vicky Cristina Barcelona               | Kate Winslet            | The Reader                                        |
| 2010            | 82e cérémonie    | Mo'Nique             | Precious                               | Sandra Bullock          | The Blind Side                                    |
| 2011            | 83e cérémonie    | Melissa Leo          | Fighter                                | Natalie Portman         | Black Swan                                        |
| 2012            | 84e cérémonie    | Octavia Spencer      | La Couleur des sentiments              | Meryl Streep (2)        | La Dame de fer                                    |
| 2013            | 85e cérémonie    | Anne Hathaway        | Les Misérables                         | Jennifer Lawrence       | Happiness Therapy                                 |
| 2014            | 86e cérémonie    | Lupita Nyong'o       | Twelve Years a Slave                   | Cate Blanchett          | Blue Jasmine                                      |
| 2015            | 87e cérémonie    | Patricia Arquette    | Boyhood                                | Julianne Moore          | Still Alice                                       |
| 2016            | 88e cérémonie    | Alicia Vikander      | Danish Girl                            | Brie Larson             | Room                                              |
| 2017            | 89e cérémonie    | Viola Davis          | Fences                                 | Emma Stone (1)          | La La Land                                        |
| 2018            | 90e cérémonie    | Allison Janney       | Moi, Tonya                             | Frances McDormand (2)   | Three Billboards : Les Panneaux de la vengeance   |
| 2019            | 91e cérémonie    | Regina King          | Si Beale Street pouvait parler         | Olivia Colman           | La Favorite                                       |
| 2020            | 92e cérémonie    | Laura Dern           | Marriage Story                         | Renée Zellweger         | Judy                                              |
| 2021            | 93e cérémonie    | Youn Yuh-jung        | Minari                                 | Frances McDormand (3)   | Nomadland                                         |
| 2022            | 94e cérémonie    | Ariana DeBose        | West Side Story                        | Jessica Chastain        | Dans les yeux de Tammy Faye                       |
| 2023            | 95e cérémonie    | Jamie Lee Curtis     | Everything Everywhere All at Once      | Michelle Yeoh           | Everything Everywhere All at Once                 |
| 2024            | 96e cérémonie    | Da'Vine Joy Randolph | Winter Break                           | Emma Stone (2)          | Pauvres Créatures                                 |
| 2025            | 97e cérémonie    | Zoe Saldaña          | Emilia Pérez                           | Mikey Madison           | Anora                                             |

## Actrices récompensées plusieurs fois
| Actrice             | Second rôle féminin                                             | Premier rôle féminin                                                                                            | Nbr |
| ------------------- | --------------------------------------------------------------- | --- | --- |
| Cate Blanchett      | 1 Aviator (2005)                                                | 1 Blue Jasmine (2014)                                                                                           | 2   |
| Ingrid Bergman      | 1 Le Crime de l'Orient-Express (1975)                           | 2 Hantise (1945) ; Anastasia (1929)                                                                             | 3   |
| Bette Davis         | -                                                               | 2 L'Intruse (1936) ; L'Insoumise (1939)                                                                         | 2   |
| Olivia de Havilland | -                                                               | 2 À chacun son destin (1947) ; L'Héritière (1950)                                                               | 2   |
| Sally Field         | -                                                               | 2 Norma Rae (1980) ; Les Saisons du cœur (1985)                                                                 | 2   |
| Jane Fonda          | -                                                               | 2 Klute (1972) ; Retour (1979)                                                                                  | 2   |
| Jodie Foster        | -                                                               | 2 Les Accusés (1989) ; Le Silence des agneaux (1992)                                                            | 2   |
| Helen Hayes         | 1 Airport (1971)                                                | 1 La Faute de Madelon Claudet (1932)                                                                            | 2   |
| Katharine Hepburn   | -                                                               | 4 Gloire éphémère (1934) ; Devine qui vient dîner... (1968) ; Le Lion en hiver (1969) ; La Maison du lac (1982) | 4   |
| Glenda Jackson      | -                                                               | 2 Love (1971) ; Une maîtresse dans les bras, une femme sur le dos (1974)                                        | 2   |
| Jessica Lange       | 1 Tootsie (1983)                                                | 1 Blue Sky (1995)                                                                                               | 2   |
| Vivien Leigh        | -                                                               | 2 Autant en emporte le vent (1940) ; Un tramway nommé Désir (1952)                                              | 2   |
| Frances McDormand   | -                                                               | 3 Fargo (1997) ; Three Billboards : Les Panneaux de la vengeance (2018) ; Nomadland (2021)                      | 3   |
| Luise Rainer        | -                                                               | 2 Le Grand Ziegfeld (1937) ; Visages d'Orient (1938)                                                            | 2   |
| Maggie Smith        | 1 California Hôtel (1979)                                       | 1 Les Belles Années de miss Brodie (1970)                                                                       | 2   |
| Emma Stone          | -                                                               | 2 La La Land (2017) ; Pauvres Créatures (2024)                                                                  | 2   |
| Meryl Streep        | 1 Kramer contre Kramer (1980)                                   | 2 Le Choix de Sophie (1983) ; La Dame de fer (2012)                                                             | 3   |
| Hilary Swank        | -                                                               | 2 Boys Don't Cry (2000) ; Million Dollar Baby (2005)                                                            | 2   |
| Elizabeth Taylor    | -                                                               | 2 La Vénus au vison (1961) ; Qui a peur de Virginia Woolf ? (1967)                                              | 2   |
| Dianne Wiest        | 2 Hannah et ses sœurs (1987) ; Coups de feu sur Broadway (1995) | - | 2   |
| Shelley Winters     | 2 Le Journal d'Anne Frank (1960) ; Un coin de ciel bleu (1966)  | - | 2   |
| Renée Zellweger     | 1 Retour à Cold Mountain (2004)                                 | 1 Judy (2020)                                                                                                   | 2   |

## Films avec les deux récompenses d'actrices
| Année | Cérémonie     | Film                                   | Second rôle féminin | Premier rôle féminin |
| ----- | ------------- | -------------------------------------- | ------------------- | -------------------- |
| 1939  | 11e cérémonie | L'Insoumise                            | Fay Bainter         | Bette Davis          |
| 1940  | 12e cérémonie | Autant en emporte le vent              | Hattie McDaniel     | Vivien Leigh         |
| 1943  | 15e cérémonie | Madame Miniver                         | Teresa Wright       | Greer Garson         |
| 1952  | 24e cérémonie | Un tramway nommé Désir                 | Kim Hunter          | Vivien Leigh         |
| 1963  | 35e cérémonie | Miracle en Alabama                     | Patty Duke          | Anne Bancroft        |
| 1967  | 39e cérémonie | Qui a peur de Virginia Woolf ?         | Sandy Dennis        | Elizabeth Taylor     |
| 1977  | 49e cérémonie | Network : Main basse sur la télévision | Beatrice Straight   | Faye Dunaway         |
| 1988  | 60e cérémonie | Éclair de lune                         | Olympia Dukakis     | Cher                 |
| 1994  | 66e cérémonie | La Leçon de piano                      | Anna Paquin         | Holly Hunter         |
| 1999  | 71e cérémonie | Shakespeare in Love                    | Judi Dench          | Gwyneth Paltrow      |
| 2023  | 95e cérémonie | Everything Everywhere All at Once      | Jamie Lee Curtis    | Michelle Yeoh        |